# Samuel Black
Samuel Black (Tyrie, Aberdeenshire, 3 de mayo de 1780 – Kamloops, 8 de febrero de 1841) fue un comerciante de pieles y explorador escocés, empleado primero en la Nueva Compañía Nido del Norte (New North Nest Company, XYC), luego socio de invernada en la Compañía del Noroeste, y más tarde empleado, comerciante jefe, y factor jefe en la Compañía de la Bahía de Hudson en el distrito de Columbia. Es recordado principalmente porque en 1824 exploró el río Finlay y sus afluentes —Muskwa, Omineca y Stikine— en la parte centro-norte de la actual provincia de la Columbia Británica.
Sus diarios fueron publicados en 1955 por la Hudson's Bay Record Society.

## Primeros años y carrera
Samuel Black nació en Tyrie, Aberdeenshire, Escocia, siendo el mayor y único hijo varón de John Black, de la parroquia de Tyrie, y de Mary Leith, de la parroquia de Bodichell.: xxii  Samuel también tenía dos hermanas, Ann y Mary.: xxii  Su bautismo fue presenciado por George Leith y Janet Black. Se observa en el registro de bautismo que Black era ilegítimo, aunque sin embargo, el 24 de junio de 1781, antes del nacimiento de Samuel, también se anotan en los registros de matrimonios de la parroquia en Pitsligo, John Black y Mary Leith, que «habiendo sido contratado y proclamado fueron casados».: xxii  El padre de Black murió cuatro años después del nacimiento de Samuel.: xxii 
Black llegó al Bajo Canadá (actualmente Quebec) en 1802 como empleado al servicio de la XY Company, tal vez animado por George Leith, su tío materno y comerciante de pieles, y, probablemente, se unió a la firma de Leith, Jamieson and Company, parte de la XYC.: xxiii  Black ya tenía parientes viviendo en Canadá en el momento de su llegada.: xxvii–iii  Cuando en 1804 se unieron las compañías peleteras XYC y la Compañía del Noroeste (North West Company, NWC), con sede en Montreal, Black «pasó con la organización de la compañía»: xxix  a la NWC. Asignado en 1805 al distrito de Athabasca (en su mayoría la actual provincia de Alberta), Black fue asistente allí casi quince años. Durante gran parte de este tiempo, desempeñó un papel activo en la competencia, a veces violenta, entre la NWC y la HBC. En 1816, Black fue hecho socio de invernada (Wintering Partner).
En 1820, las actividades violentas de Black contra los empleados de la Compañía de la Bahía de Hudson le habían puesto en peligro, por lo que se retiró a través de las Montañas Rocosas hasta el puesto comercial que la Compañía del Noroeste tenía en el lago McLeod, en New Caledonia, dado que había sido promulgado una orden de arresto contra él.
Con la obligada fusión de 1821 entre la NWC y la HBC, la violenta oposición con que Black había actuado contra la HBC, le ocasionó ser uno de los pocos hombres de la NWC que no fueron incluidos en la fusión. Sin embargo, en 1823, Black fue nombrado empleado, y luego comerciante jefe, del puesto de Fort St. John.

## Exploraciones
En el verano de 1824, a instancias de sir George Simpson, entonces gobernador de la Compañía de la Bahía de Hudson, Black fue designado para partir con una brigada de diez hombres desde Rocky Mountain Portage (ahora Hudson's Hope) «a las fuentes del ramal Finlay [el río Finlay] y Northwest Ward». El objetivo de la expedición era evaluar la idoneidad de la región para ampliar el comercio de pieles y para detener el avance de los comerciantes de pieles del Imperio ruso desde el oeste.
El río había sido ya explorado parcialmente en 1797 por John Finlay, un colega de Alexander MacKenzie. En 1793, Mackenzie había remontado el río Peace hasta el punto en que se forma por la confluencia con el Finlay, que fluye desde el norte, y del río Parsnip, que llega desde el sur. Mackenzie había tomado el Parsnip, y desde allí logró completar una complicada ruta hasta alcanzar el océano Pacífico. Se piensa que Finlay pudo haber decidido investigar el ramal Norte del río Peace con el fin de determinar si podría ser una ruta mejor hacia el Pacífico que la tomada por Mackenzie. Sin embargo, según se desprende de la información que obraba en poder de Black, Finlay sólo había explorado el río hasta la confluencia del río Ingenika, a unos 130 km al norte de la confluencia del Finlay y el Parsnip (donde comienza el río Peace).
El viaje de 450 km remontando todo el río Finlay y sus fuentes, el río Toodoggone y el río Firesteel, llevó a Black y sus hombres a lo que ahora se considera la fuente última del río Mackenzie en el lago Thutade (la cabecera del arroyo Firesteel). Avanzando a veces a pie, a veces en canoa, Black y un equipo más pequeño exploraron la región de la meseta Spatsizi, donde encontraron una de las fuentes del río Stikine y así llegaron al límite entre las cuencas del Ártico y del Pacífico. Viajando hacia el nordeste, Black cruzó otra línea divisoria —esta vez entre el río Stikine y el río Liard— y navegó de alguna manera aguas abajo por el río Kechika a través de su afluente, el río Turnagain, antes de regresar de nuevo por el Finlay.
El vivido relato del diario de Black de esa expedición transmite bien las extremas dificultades que debió de enfrentar el grupo, y que Black creía era la privación general de la región, tanto como fuente de alimentos como de pieles. Dos de sus hombres desertaron en el transcurso de la expedición, dando ese episodio nombre al Deserters Canyon . El río resultó ser una travesía dura y difícil, y la evaluación de Black era que este hecho, junto con lo que él percibió como ausencia general de pieles negociables y de una población confiable de las Primeras Naciones, hacían que ese territorio no fuera apropiado para ampliar el comercio de pieles ni como una ruta septentrional hacia el Pacífico. No obstante, Black y su grupo habían completado un extraordinariamente amplio estudio de lo que hoy es el centro-norte de la Columbia Británica. Habían viajado no sólo a la fuente del río Mackenzie, sino que habían cruzado la divisoria del Ártico y el Pacífico y llegado a las fuentes de otros dos grandes ríos, el Stikine y el Liard.

## Posterior carrera
Después de una temporada en Fort Dunvegan y York Factory, Black fue nombrado en 1825 factor jefe de Fort Nez Percés (en la actual Walla Walla). Este puesto permitió a Black ejercer su reconocido vigor frente a la competencia, en este caso, frente a los comerciantes estadounidenses. Sus dificultades para mantener una buena relación con los nativos y clientes locales nez percés llevaron al traslado de Black en 1830 al puesto que tenía la compañía en el río Thompson (ahora Kamloops). En 1837, Black fue designado como factor principal a cargo de los puestos del interior de la cuenca del río Columbia. Aquí Black fue asesinado el 8 de febrero de 1841, de un disparo de un sobrino del jefe Tranquille del grupo local de Secwepemc (shuswap) tras una pelea menor. Fue enterrado cerca de Kamloops.

## Reconocimientos
Muchos lugares de la región que exploró se han nombrado en su memoria, como:
- el río Finlay fue llamado localmente río de Black (Black's River) por los primeros comerciantes de pieles, pero inadvertidamente la Compañía de la Bahía de Hudson había presentado los diarios de Black bajo el nombre de John Finlay, fijando su nombre como el nombre del río que Black atravesó.

- el comerciante de pieles y explorador John McLeod reubicó el río que Black descubrió (el Kechika) y lo llamó río de Black; sin embargo, el gobierno canadiense registró oficialmente su nombre como Kechika.

- la cordillera Samuel Black (Samuel Black Range) que se encuentra entre los ríos Toodoggone y Firesteel.

- el lago Black (Black Lake), un pequeño lago en la parte suroccidental de la cordillera Samuel Black.